# 裏切りの街角 (映画)
『裏切りの街角』（うらぎりのまちかど、原題：Criss Cross）は、1949年制作のアメリカ合衆国のフィルム・ノワール。ロバート・シオドマク監督。
1995年、スティーヴン・ソダーバーグ監督で『蒼い記憶』(The Underneath)としてリメイクされた。
本作はトニー・カーティスのデビュー作品でもある。

## あらすじ
スティーヴは妻アンナと離婚後、放浪の末、故郷のロサンゼルスに帰ってきた。
だがある夜、彼はナイトクラブで、アンナが悪名高いギャングのスリムと連れ添っているのを見て、彼女を忘れようと決意する。
だが、アンナはスリムと自分は友達付合いだと主張、スティーヴと元のさやに納まる。ある晩、アンナと約束のナイトクラブへ行ったスティーヴは、バーテンからアンナがスリムと結婚したと聞き、ショックを受ける。
一方、スリムは妻の不貞を知り、スティーヴの命を狙ってくる。

## キャスト
- スティーヴ：バート・ランカスター
- アンナ：イヴォンヌ・デ・カーロ
- スリム：ダン・デュリエ
- ラミレス警部：スティーヴン・マクナリー